# HAP Grieshaber
Helmut Andreas Paul Grieshaber, connu comme HAP Grieshaber, né le 15 février 1909 à Rot an der Rot (royaume de Wurtemberg) et mort le 12 mai 1981 à Eningen unter Achalm (Allemagne), est un graveur, peintre et illustrateur allemand. Son médium de prédilection est la gravure sur bois de grand format.